# Región de Magway
La división de Magway (o Magwe) es una de las divisiones administrativas de Myanmar, situada en el centro del país. Limita con la división de Sagaing al norte, Mandalay al este, Bago al sur y los estados de Rakhine y Chin al oeste. La división de Magway es la más extensa de las siete divisiones de Birmania. Tiene una superficie de 44.799 km², que en términos de extensión es similar a la de Dinamarca.

## Demografía
La población de la división de Magway está compuesta por unos 4.200.000 habitantes. Más del 95% de la población pertenece a la etnia bamar, con pequeñas minorías de chin, rakhine, kayin, shan y otros. Aproximadamente el 98% de la población es budista.

## Organización
La división de Magway está formada por los distritos de Magway, Minbu, Thayet, Pakokku y Gangaw. La capital es la ciudad de Magway, con 300.000 habitantes (cálculo de 1994). Pakokku y Minbu son otras de las ciudades importantes.

## Historia
En las áreas de Pondaung y Ponnya se encontraron fósiles de primates de más de 40 millones de años, lo que provocó que el gobierno proclamara que “Birmania es la cuna de la humanidad en el mundo".
- Datos: Q833013
- Multimedia: Magway Region / Q833013